# Lilijana Bizjak Mali
Lilijana Bizjak Mali, slovenska biologinja, zoologinja.

## Življenjepis
Med leti 1985 in 1990 je študirala biologijo na Oddelku za biologijo Biotehniške fakultete v Ljubljani, kjer je diplomirala pod mentorstvom Borisa Buloga. Leta 1991 je postala asistentka na Oddelku za biologijo, leta 1995 pa asistentka za področje Funkcionalne morfologije vretenčarjev na Oddelku za biologijo. Istega leta je na Biotehniški fakulteti magistrirala pod mentorstvom Borisa Buloga in somentorstvom Nade Pipan. Leta 2002 je promovirala v doktorja bioloških znanosti na Oddelku za biologijo, Biotehniška fakulteta, Univerza v Ljubljani (mentor Boris Bulog in somentorica Vera Ferlan Marolt).
Lilijana Bizjak Mali danes dela na Oddelku za biologijo Univerze v Ljubljani. S svojo ekipo v zadnjem času proučuje delovanje organizma človeške ribice, s čimer nadaljuje delo svojega mentorja Borisa Buloga. Skupina se ukvarja predvsem s proučevanjem bioloških prilagoditev človeške ribice na jamsko okolje, delovanjem njenih razmnoževalnih organov, njene genetike, bolezni in njenih zajedavcev.